# Ken Stott
Kenneth Campbell Stott, född 19 oktober 1954 i Edinburgh, är en skotsk skådespelare främst känd från TV-roller, exempelvis som D.C.I. Redfern 'Red' Metcalfe i kriminalserien Messiah. Stotts far var skotte och hans mor var från Sicilien.

## Filmografi (i urval)
- 1994 – Dödsleken
- 1997 – Fever Pitch - en i laget
- 1998 – Den onda cirkeln
- 2000 – Miraklernas man
- 2000 – Kommissarie Rebus (TV-serie)
- 2001 – Messiah (TV-serie)
- 2011 – En dag
- 2012 – Hobbit: En oväntad resa
- 2013 – Hobbit: Smaugs ödemark
- 2014 – Hobbit: Femhäraslaget
- 2016 – Krig och fred (TV-serie)